# Télé Free Dom
Télé Free Dom était une chaîne de télévision locale de l'île de La Réunion, département d'outre-mer français dans le sud-ouest de l'océan Indien. Fondée par Camille Sudre, elle est diffusée des années 1980 au début des années 1990, quand une interdiction d'émettre du Conseil supérieur de l'audiovisuel met fin à ses activités et débouche sur les événements du Chaudron en 1991 à Saint-Denis.